# Ling tosite sigure
A Ling tosite sigure (凛として時雨; Hepburn: Rin Toshite Shigure, ’Hideg őszi zápor’) japán indie rock trió, amelyet 2002-ben alapítottak Szaiatamában. Az együttes stílusában megfigyelhetőek a post-hardcore és a progresszív rock elemei, amiket gyakran gyors tempóváltásokkal és a bonyolult gitárdallamok és a sokrétű dobolás körű épített hangulattal vegyítenek. A zenekar számaiban férfi és női énekhang egyaránt hallható, ami a lágy énekléstől a hangos üvöltésekig, visításokig terjed.

## Az együttes története
Az együttest 2002-ben, Szaitamában alapította Kitadzsima „TK” Tóru gitáros és énekes, Nakamura „345” Mijoko basszusgitáros és énekes, illetve Nakano „Pierre” Maszatosi dobos. A Ling tosite sigure számos demófelvételt készített el, mielőtt megalapították saját kiadójukat, a Nakano Recordst, és megjelentették bemutatkozó albumokat, a #4-t. Második nagylemezük 2007-ben jelent meg Inspiration Is Dead címmel, ami egy egy évvel korábban megjelent középlemezt követett és amelynek hála nagyobb népszerűségre tettek szert Japánban. A 2007-es év végén felléptek a Countdown Japan zenei fesztiválon, illetve továbbra is rendszeresen turnéztak.
2008 áprilisában megjelent a zenekar első kislemeze Telecastic Fake Show címmel. A dal a japán Oricon eladási lista tizenhetedik helyen nyitott, ezzel először került be az együttes kiadványa a legjobb húsz helyezett közé. Ugyanezen év júliusában részt vettek a Fuji Rock Festivalon, illetve augusztusában a Rising Sun Rock Festivalon. 2008 decemberében a zenekar megjelentette a Moment a Rhythm című kislemezüket, miután lemezszerződést kötöttek a Sony Music Associated Records nagykiadóval. A kislemez mellé egy a Kitadzsima fényképeiből álló művészeti könyvet is csomagoltak.
Harmadik nagylemezük, a Just a Moment 2009. május 15-én jelent meg. Augusztusban felléptek a Summer Sonic fesztiválon és Japán szerte koncerteket adtak. Az együttes 2010-ben egy nagy országos koncertkörutat tartott I Was Music néven, amelynek zárókoncertje a Saitama Super Arenában volt. Májusban az angliai London és Brighton városában megtartották első nemzetközi fellépéseiket, majd stúdióba vonultak, hogy új felvételeket készítsenek.
Az együttes 2010. szeptember 22-én jelentette meg negyedik stúdióalbumát Still a Sigure Virgin? címen, amelyet a Virgin Killer turnéval népszerűsítettek október végétől december elejéig. Az album első videóklipjét, az I Was Musicot szeptember 14-én adták le. 2011-ben az együttes tovább turnézott miközben TK megjelentett egy film- és egy fotókönyvet, míg Nakano egy oktatófilmet.
2012. június 27-én TK „TK from Ling tosite sigure” név alatt megjelentette Flowering című szólóalbumát.
Az együttes ötödik nagylemeze I’mperfect címmel jelent meg 2013. április 10-én, a lemezt a JPU Records Európában is kiadta.

## Az együttes tagjai
- Kitadzsima „TK” Tóru (北嶋徹) – gitár, ének
- Nakamura „345” Mijoko (中村美代子) – basszusgitár, ének
- Nakano „Pierre” Maszatosi (ピエール中野) – dobok

## Diszkográfia

### Stúdióalbumok
| Év   | Részletek | Oricon | Eladások |
| ---- | --- | ------ | -------- |
| 2005 | #4 - Megjelent: 2005. november 9. - Kiadó: Nakano (ANTX-1002) - Formátum: CD, digitális letöltés                      | 145    | 9 000    |
| 2007 | Inspiration Is Dead - Megjelent: 2007. augusztus 22. - Kiadó: Nakano (ANTX-1009) - Formátum: CD, digitális letöltés   | 39     | 28 000   |
| 2009 | Just a Moment - Megjelent: 2009. május 13. - Kiadó: Sony (AICL-2014) - Formátum: CD, digitális letöltés               | 4      | 44 000   |
| 2010 | Still a Sigure Virgin? - Megjelent: 2010. szeptember 22. - Kiadó: Sony (AICL-2174) - Formátum: CD, digitális letöltés | 1      | 45 000   |
| 2013 | I’mperfect - Megjelent: 2013. április 10. - Kiadó: Sony (AICL-2526) - Formátum: CD, digitális letöltés                | 3      | 30 000   |
| 2018 | #5 - Megjelent: 2018. február 14. - Kiadó: Sony (AICL-3481) - Formátum: CD, digitális letöltés                        |        |          |

### Válogatásalbumok
| Év   | Részletek                                                                                                  | Oricon | Eladások |
| ---- | --- | ------ | -------- |
| 2015 | Best of Tornado - Megjelent: 2015. január 14. - Kiadó: Sony (AICL 2804) - Formátum: CD, digitális letöltés | 6      | 27 000+  |

### Középlemezek
| Év   | Részletek | Oricon | Eladások |
| ---- | --- | ------ | -------- |
| 2006 | Feeling Your UFO - Megjelent: 2006. július 19. - Kiadó: Nakano (ANTX-1002) - Formátum: CD, digitális letöltés | 192    | 2 100    |
| 2015 | es or s - Megjelent: 2015. szeptember 2. - Kiadó: Sony (AICL-2949) - Formátum: CD, digitális letöltés         | 5      |          |

### Kislemezek
| Év    | Cím                  | Megjegyzés                                                             | Slágerlisták | Slágerlisták            | Eladások | Album         |
| Év    | Cím                  | Megjegyzés                                                             | Oricon       | Billboard Japan Hot 100 | Eladások | Album         |
| ----- | -------------------- | ---------------------------------------------------------------------- | ------------ | ----------------------- | -------- | ------------- |
| 2008. | Telecastic Fake Show |                                                                        | 17           | 80                      | 21 000   | Just a Moment |
| 2008. | Moment a Rhythm      | Egydalos CD+fotókönyv                                                  | 15           | —                       | 13 000   | Just a Moment |
| 2012. | Abnormalize          | A Psycho-Pass animesorozat első nyitófőcím dala                        | 8            | 13                      | 33 000   | I’mperfect    |
| 2014. | Enigmatic Feeling    | A Psycho-Pass 2 animesorozat nyitófőcím dala                           | 8            | 5                       | 12,000   |               |
| 2015. | Who What Who What    | A Psycho-Pass: The Movie animefilm nyitófőcím dala                     | 6            | 4                       | 19 000+  |               |
| 2017. | Die Meets Hard       | A Simokitazava Die Hard (下北沢ダイハード) drámasorozat főcím dala     | 17           | 46                      |          | #5            |
| 2019. | Neighbormind         | A Pókember: Idegenben című film japán szinkronos verziójának főcímdala | 14           |                         |          |               |
| 2019. | Laser Beamer         | A Psycho-Pass Virtue and Vice színdarabnak a főcímdala                 | 14           |                         |          |               |